# Ново-Ботево
Но́во-Бо́тево (болг. Ново Ботево) — село в Добрицькій області Болгарії. Входить до складу общини Добричка.

## Населення
За даними перепису населення 2011 року у селі проживали 33 особи, з них 29 осіб (93,5%) — болгари.
Розподіл населення за віком у 2011 році:
Динаміка населення: